# Lithiumhydroxid
Lithiumhydroxid LiOH, das Hydroxid des Lithiums, ist eine zwar starke, in Wasser aber nur mäßig lösliche Base.

## Synthese
Reines Lithiumoxid Li2O reagiert mit Wasser zu Lithiumhydroxid.
Die technische Herstellung erfolgt durch Umsetzung von Lithiumcarbonat mit Calciumhydroxid:
{\displaystyle {\ce {Li2CO3 + Ca(OH)2 -> 2LiOH + CaCO3}}}
Reines Lithiumhydroxid kann durch Reaktion von Lithiumsulfat mit Bariumhydroxid-Oktahydrat hergestellt werden. Das entstehende Monohydrat kann mit P4O10 im Vakuum zum Anhydrat umgesetzt werden.
{\displaystyle {\ce {Li2SO4 + Ba(OH)2.8H2O -> 2LiOH.H2O + BaSO4 + 6H2O}}}
{\displaystyle {\ce {LiOH.H2O -> LiOH + H2O}}}
Alternativ kann Lithiumhydroxid auch durch Elektrolyse von wässrigen Lithiumsalzlösungen hergestellt werden.
Die direkte Herstellung aus Lithiummineralen erfolgt zum Beispiel im Lime-Roast-Prozess. Dabei werden Spodumen-Konzentrate aufgemahlen und zusammen mit ungelöschtem Kalk (CaO) in einem Ofen gebrannt. Der dabei hergestellte Klinker (Ca2SiO4, Li2O) wird aufgemahlen und mit heißem Wasser versetzt, wodurch Lithiumhydroxid entsteht. Neben diesem etablierten Acid-Roast-Prozess gibt es Ansätze zur direkten Gewinnung von Lithiumhydroxid aus Spodumen-Konzentraten ohne den Umweg über Lithiumcarbonat. Das Unternehmen Nemaska Lithium aus Kanada will bspw. über einen kombinierten Prozess aus Acid-Roast (+ Schwefelsäure), Ionenaustauscher und Membran-Elektrolyse eine Lithiumhydroxidlösung herstellen. Die beiden Unternehmen Neometals und Minerals Resources haben zusammen den Eli-Prozess entwickelt. In diesem Prozess wird das Spodumen-Konzentrat in einem Ofen von α-Spodumen in β-Spodumen umgewandelt und mit Salzsäure versetzt, wodurch eine Lithiumchloridlösung entsteht. Nach der Abtrennung von Verunreinigungen wie Eisen, Aluminium, Silicium, Calcium und Magnesium folgen ein Ionenaustauscher sowie eine Membran-Elektrolyse zu einer Lithiumhydroxidlösung.

## Eigenschaften
Lithiumhydroxid ist ein weißer, durchscheinender Feststoff mit einer Kristallstruktur vom PbO-Typ (Raumgruppe P4/mmm (Raumgruppen-Nr. 123), a = 3,549, c = 4,334 Å). Es ist eine starke Base und reagiert als solche mit Säuren. Außerdem ist Lithiumhydroxid fähig, Kohlenstoffdioxid zu binden (1 g wasserfreies Lithiumhydroxid bindet 450 ml CO2).

## Verwendung
Der größte Teil des Lithiumhydroxids wird für die Herstellung von Lithiumstearaten und Lithium-12-hydroxystearat benötigt, die wichtige Schmierfette für Autos oder Flugzeuge sind. Weiterhin wird es auf Grund seiner Kohlenstoffdioxid-bindenden Wirkung als Luftreiniger eingesetzt. Dies spielt vor allem in der Raumfahrt, auf U-Booten und bei Pendelatem-Tauchgeräten (Rebreather) eine Rolle. Lithiumhydroxid kann Zement zugesetzt werden und ist dabei in der Lage, die Alkali-Kieselsäure-Reaktion zu unterdrücken. Weiterhin ist Lithiumhydroxid ein möglicher Zusatzstoff in Nickel-Eisen-Akkus.
In Druckwasserreaktoren wird Lithiumhydroxid dem Primärkreislauf zugesetzt, um Borsäure zu neutralisieren und einen pH-Wert von etwa 7,2 zu erreichen.
Lithiumhydroxid wird auch als Ausgangsmaterial für die Herstellung von Fahrzeug-Akkumulatoren (Lithium-Ionen-Akkumulatoren) eingesetzt.
Weitere Anwendungsgebiete sind Fotoentwickler, keramische Erzeugnisse und die Herstellung von Boraten.